# Нестеренко, Владимир Иванович
Влади́мир Ива́нович Нестере́нко (9 октября 1878 — после 1917) — член IV Государственной думы от Херсонской губернии, председатель Одесской уездной земской управы.

## Биография
Православный. Из потомственных дворян Херсонской губернии. Землевладелец Одесского и Елисаветградского уездов (635 десятин).
Окончил Ришельевскую гимназию. Затем учился на юридическом факультете Новороссийского университета, но курса не окончил.
Поселившись в одном из своих имений, посвятил себя сельскому хозяйству и общественной деятельности. Избирался гласным Одесского уездного земства, а с 1904 года — и членом уездной земской управы. Состоял членом уездного училищного совета и попечительства о народной трезвости. Имел чин коллежского советника.
В 1912 году был избран в члены Государственной думы от Херсонской губернии 2-м съездом городских избирателей. Входил во фракцию центра. Состоял членом комиссий: по народному образованию, по переселенческому делу и о путях сообщения. 13 января 1914 года сложил полномочия члена ГД в связи с избранием председателем Одесской уездной земской управы. На его место был избран Д. Г. Стоянов.
Судьба после 1917 года неизвестна.